# Coele-Syrië

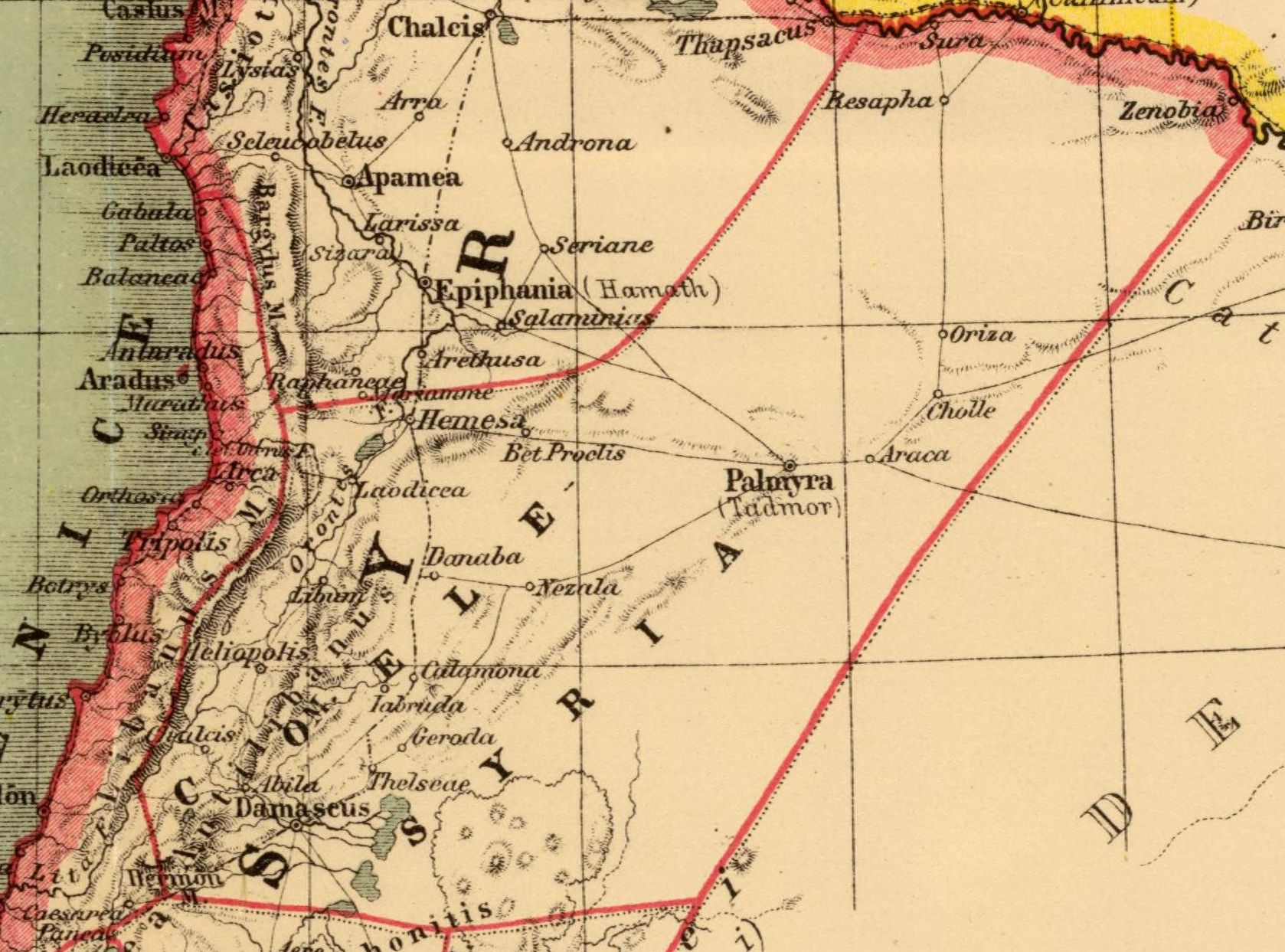
Kaartje van Coele-Syrië.

Coele-Syrië of Cele-Syrië (Oudgrieks: Κοίλη Συρία / Koílê Syría; “het Holle Syrië”) was een uitgestrekte vlakte tussen de Libanon en Anti-Libanon, in het zuiden van Syrië, met Fenicië ten westen en Palestina ten zuiden.
In de 8ste eeuw v.Chr. werd Fenicië en het koninkrijk Israël veroverd door het Assyrische Rijk, daarna door Babylonië. Vervolgens kwam het onder Alexander de Grote heerschappij, vervolgens onder die van Egypte en vanaf 219 v.Chr. onder die van Antiochus III de Grote van het Seleucidische Rijk.

## Deel van het Romeinse Rijk
In 64 v.Chr. kwam de regio onder de Romeinse heerschappij als onderdeel van de provincia Syria en verdween de naam. Syria was een van de machtigste provincies van het Romeinse Rijk, de buffer tegen het Partische Rijk.
Na de moord op keizer Commodus brak de Romeinse Burgeroorlog (193-197) uit of een strijd tussen vijf keizers. Een van de troonpretendenten was Pescennius Niger, gouverneur van Syria. Pescennius Niger verloor de Slag op de vlakte van Issus tegen de latere keizer Septimius Severus. Eenmaal aan de macht splitste Septimius Severus, de provincie Syria in Syria-Coele (noord) en Syria-Fenicië (zuid) om de macht van de gouverneur te breken en gaf de provincie Arabia Petraea, waar de familie zijn vrouw Julia Domna vandaan kwam, meer aanzien.

## Referentie
- art. Coelesyria, in W. Hecker, Klassisch Woordenboek, Amsterdam, 1854, p. 139